# Min egen motorhest
|  | Denne artikel er oprettet af botten PalnaBot ud fra en ekstern database. Den kan derfor have sproglige fejl eller mangler. Denne skabelon kan fjernes efter kontrol af indholdet. |

Min egen motorhest er en dokumentarfilm instrueret af Katia Forbert Petersen, Iben Haahr Andersen efter manuskript af Else Qualmann.

## Handling
Et dokumentarisk portræt af nogle af Danmarks yngste sportsentusiaster. Filmen handler om en gruppe børn mellem 3 og 9 år, der kører micro-speedway-motorcykelløb for børn. Micro-speedway er en familiesport, hvor børn og voksne mødes og bygger noget op sammen. Både store og små er eet med sporten, med farten, med glæden - og med skuffelsen. Filmens visuelle og musikalske greb om børnene, deres anstrengelser og deres drømme gør den til en fængende beretning. At køre speedway kræver mod, træning, personlig styrke og humor. Så filmen handler om sport, men ikke kun ...